# Vinhais (Portugal)
Vinhais é uma vila raiana portuguesa localizada na sub-região das Terras de Trás-os-Montes, pertencendo à região do Norte e ao distrito de Bragança. 
É sede do Município de Vinhais que tem uma área total de 694,76 km2, 7.768 habitantes em 2021 e uma densidade populacional de 11 habitantes por km2, subdividido em 26 freguesias. O município de Vinhais é limitado a norte e oeste pelas regiões espanholas de Castela e Leão e Galiza respectivamente, a leste pelo município de Bragança, a sul por Macedo de Cavaleiros, a sudoeste Mirandela e a oeste por Valpaços e Chaves.

## História
A ocupação humana deste território data de tempos ancestrais, tal como se pode verificar pelos inúmeros vestígios arqueológicos que se podem encontrar nesta região: inscrições rupestres, edificações de tipo dolménico e fortificações castrejas. Esta antiguidade é reiterada pelo Abade de Miragaia:
O chão desta vila e desta paróquia foi ocupado desde tempos remotíssimos, como se infere da lenda ou história da igreja de S. Facundo, que a tradição diz ter sido fundada no tempo dos Godos. (...) Também por aqui se demoraram os Romanos, pois ao norte da vila, no monte da Vidueira, se encontraram em 1872 muitas moedas romanas bem conservadas (...).
Perto de Vinhais foi encontrada uma lápide com a seguinte inscrição: JOVI / O.M. / LOVIIS / IAIIX / VOTO / LAP (Lovesia dedicou por voto e com generoso ânimo ao grande Júpiter).
Em meados do século XIII surgiu, pela primeira vez, a referência a Vinhais, num documento de doação ao mosteiro leonês de São Martinho da Castanheira: in villa que vocitant Villar de Ossus in territorio Vinales. Nesta época, Vinhais não era um topónimo, mas sim um coronómio, visto que designava uma região, um território e não um lugar determinado.
Pensa-se que a primeira povoação de Vinhais foi construída num outeiro, próximo da margem direita do rio Tuela, mais a norte do sítio actual, ou no monte da Vidueira, ou, ainda, no monte Ciradela ou Ciradelha, na Serra da Coroa. Estas suposições justificam-se pelo aparecimento de moedas romanas, vestígios de edificações da antiga cidade romana de Veniatia e da estrada militar romana que ligava Braga a Astorga (Asturica Augusti).
Vinhais foi, primitivamente, um castro de povoamento galaico, transformado pelos romanos em castro galaico-romano, com a sua fortaleza (ópido). Certamente, os suevos ou os visigodos cercaram a localidade de muralhas e, com a expulsão dos muçulmanos, Vinhais ficou arrasada, tendo sido repovoada na época da dominação dos reis de Castela e Leão (D. Sancho II e D. Afonso VI). Este repovoamento foi continuado pelos primeiros reis portugueses, nomeadamente com D. Afonso Henriques, D. Sancho I (O Povoador), D. Afonso II e D. Sancho II.
Vinhais recebeu foral de D. Afonso III, no dia 20 de Maio de 1253, o qual foi outorgado pelo monarca D. Manuel I, em 4 de Maio de 1512.
No contexto da Crise de 1383—1385 em Portugal, quando João I de Castela invadiu Portugal em 1384, o castelo de Vinhais foi um dos muitos que hastearam a bandeira castelhana, recusando, assim, obediência ao Mestre de Avis, futuro João I de Portugal.
No século XVII, Vinhais sofreu bastante com a Guerra da Restauração, devido à sua localização geográfica, tal como conta Pinho Leal, na célebre obra Portugal Antigo e Moderno:
Em 1666, achando-se em Lisboa o III conde de S. João da Pesqueira (futuro 1º Marquês de Távora, criado por D. Pedro II Regente, de 7 de Janeiro de 1670), governador de Entre Douro e Távora (...). entretanto, o general galego D. BALTAZAR PANTOJA, pôs a ferro e fogo a província de Trás-os-Montes. Em 1 de Julho 1666 entrou por Montalegre, no dia 13 de Julho caíu sobre Chaves, no dia 14 de Julho os lugares de Faiões e Santo Estêvão, defendidos pelo sargento-mór ANTÓNIO DE AZEVEDO DA ROCHA, cometendo barbaridades. Recolhendo-se D. BALTAZAR PANTOJA a Monterey, praça galega ao Norte de Verim, e passados poucos dias volveu sobre Portugal, entrando por Monforte, veio pôr cerco a Vinhais, cercando com o seu exército o castelo, que era defendido pelo governador ESTÊVÃO DE MARIS, com os habitantes da vila e mais 50 auxiliares.
Este acontecimento ficou eternizado numa inscrição que, ainda hoje, se pode ver na parede de uma casa que o defensor de Vinhais (Estêvão de Maris) fez:
ESTÊVÃO DE MARIS, GOVERNADOR DES / TA VILA DE VINHAIS, Fº DE Rº DE MORAIS DE TIO / ZELO, MANDOV FAZER ESTAS CASAS / NA E. DE MDCCVI (?) QUANDO PANTOXA / G L DO EXÉRCITO DE GALIZA COM O / MAIOR Q. SE VIO NESTA PROVÍNCIA / E LHE DEFENDEO A MURALHA CÕ / A GENTE NOBRE DA VILA E POV / QVA MAIS DE GRÃ E CÕ PERDER MVTÃ / LEVANTOU O SITIO E QUEIMOU AS / CASAS QUE FICAVÃO FORA DA MVRALHA
Numa relação estreita com a história e arqueologia da vila de Vinhais e de grande parte do município, a memória coletiva preservou, ao longo das gerações, um valioso património lendário, alvo de divulgação e estudo pelo escritor e etnógrafo Alexandre Parafita. Boa parte desse património é apresentada nas obras O Maravilhoso Popular (2000) e A Mitologia dos Mouros (2006).

## Economia
O município de Vinhais é o maior produtor nacional de castanha, com uma produção média anual de 15 mil toneladas que movimentam 25 milhões de euros.

## Demografia
★ Os Recenseamentos Gerais da população portuguesa, regendo-se pelas orientações do Congresso Internacional de Estatística de Bruxelas de 1853, tiveram lugar a partir de 1864, encontrando-se disponíveis para consulta no site do Instituto Nacional de Estatística (INE). 
A população registada nos censos foi:
(Obs.: Número de habitantes "residentes", ou seja, que tinham a residência oficial neste município à data em que os censos  se realizaram.)
| Número de habitantes por Grupo Etário | Número de habitantes por Grupo Etário | Número de habitantes por Grupo Etário | Número de habitantes por Grupo Etário | Número de habitantes por Grupo Etário | Número de habitantes por Grupo Etário | Número de habitantes por Grupo Etário | Número de habitantes por Grupo Etário | Número de habitantes por Grupo Etário | Número de habitantes por Grupo Etário | Número de habitantes por Grupo Etário | Número de habitantes por Grupo Etário | Número de habitantes por Grupo Etário | Número de habitantes por Grupo Etário |
| ------------------------------------- | ------------------------------------- | ------------------------------------- | ------------------------------------- | ------------------------------------- | ------------------------------------- | ------------------------------------- | ------------------------------------- | ------------------------------------- | ------------------------------------- | ------------------------------------- | ------------------------------------- | ------------------------------------- | ------------------------------------- |
|                                       | 1900                                  | 1911                                  | 1920                                  | 1930                                  | 1940                                  | 1950                                  | 1960                                  | 1970                                  | 1981                                  | 1991                                  | 2001                                  | 2011                                  | 2021                                  |
| 0-14 Anos                             | 6 628                                 | 7 408                                 | 5 922                                 | 6 778                                 | 8 240                                 | 8 115                                 | 8 742                                 | 5 615                                 | 4 104                                 | 2 240                                 | 1 131                                 | 694                                   | 498                                   |
| 15-24 Anos                            | 3 582                                 | 3 324                                 | 3 191                                 | 3 445                                 | 3 923                                 | 4 206                                 | 4 902                                 | 2 675                                 | 2 638                                 | 1 822                                 | 1 271                                 | 708                                   | 455                                   |
| 25-64 Anos                            | 8 630                                 | 8 559                                 | 8 064                                 | 7 659                                 | 9 222                                 | 9 439                                 | 11 276                                | 7 590                                 | 6 860                                 | 5 862                                 | 5 058                                 | 4 244                                 | 3 365                                 |
| = ou > 65 Anos                        | 1 087                                 | 1 357                                 | 1 202                                 | 1 484                                 | 1 637                                 | 1 527                                 | 1 657                                 | 1 945                                 | 2 540                                 | 2 803                                 | 3 186                                 | 3 420                                 | 3 450                                 |

(Obs: De 1900 a 1950 os dados referem-se à população "de facto", ou seja, que estava presente no município à data em que os censos se realizaram. Daí que se registem algumas diferenças relativamente à designada população residente)

## Freguesias

Freguesias do município de Vinhais.

Desde a reorganização administrativa de 2012/2013, o município de Vinhais está dividido em 26 freguesias:
| Freguesia                     | Residentes (2021) |
| ----------------------------- | ----------------- |
| Agrochão                      | 220               |
| Candedo                       | 289               |
| Celas                         | 189               |
| Curopos e Vale de Janeiro     | 245               |
| Edral                         | 170               |
| Edrosa                        | 139               |
| Ervedosa                      | 331               |
| Moimenta e Montouto           | 219               |
| Nunes e Ousilhão              | 197               |
| Paçó                          | 154               |
| Penhas Juntas                 | 260               |
| Quirás e Pinheiro Novo        | 203               |
| Rebordelo                     | 605               |
| Santalha                      | 188               |
| Sobreiró de Baixo e Alvaredos | 275               |
| Soeira, Fresulfe e Mofreita   | 157               |
| Travanca e Santa Cruz         | 146               |
| Tuizelo                       | 296               |
| Vale das Fontes               | 262               |
| Vila Boa de Ousilhão          | 138               |
| Vila Verde                    | 151               |
| Vilar de Lomba e São Jomil    | 207               |
| Vilar de Ossos                | 222               |
| Vilar de Peregrinos           | 134               |
| Vilar Seco de Lomba           | 186               |
| Vinhais                       | 2185              |

## Política

### Eleições autárquicas[11]
| Data | %       | V       | %     | V     | %       | V       | %            | V            | %              | V       | %              | V  | Participação   |                |
| Data | CDS-PP  | CDS-PP  | PS    | PS    | PPD/PSD | PPD/PSD | FEPU/APU/CDU | FEPU/APU/CDU | PSD-CDS        | PSD-CDS | CH             | CH | Participação   |                |
| ---- | ------- | ------- | ----- | ----- | ------- | ------- | ------------ | ------------ | -------------- | ------- | -------------- | -- | -------------- | -------------- |
| Data | 1976    | 40,27   | 3     | 26,77 | 2       | 20,46   | 2            | 5,33         | -              |         |                |    |                | 51,00 / 100,00 |
| 1979 | 33,64   | 3       | 27,62 | 2     | 28,99   | 2       | 4,69         | -            | 66,53 / 100,00 |         |                |    |                |                |
| 1982 | 57,79   | 5       | 13,98 | 1     | 21,31   | 1       | 1,39         | -            | 68,39 / 100,00 |         |                |    |                |                |
| 1985 | 52,98   | 4       | 1,47  | -     | 40,43   | 3       | 1,45         | -            | 66,93 / 100,00 |         |                |    |                |                |
| 1989 | 8,65    | -       | 37,73 | 3     | 49,52   | 4       | 0,50         | -            | 67,39 / 100,00 |         |                |    |                |                |
| 1993 | 1,61    | -       | 48,43 | 4     | 46,12   | 3       | 0,41         | -            | 68,45 / 100,00 |         |                |    |                |                |
| 1997 |         |         | 65,75 | 5     | 29,16   | 2       | 1,40         | -            | 66,56 / 100,00 |         |                |    |                |                |
| 2001 | 1,98    | -       | 60,65 | 5     | 31,44   | 2       | 1,91         | -            | 68,21 / 100,00 |         |                |    |                |                |
| 2005 |         |         | 49,63 | 4     | 46,04   | 3       | 1,25         | -            | 70,19 / 100,00 |         |                |    |                |                |
| 2009 | 6,24    | -       | 68,40 | 6     | 20,33   | 1       | 1,26         | -            | 63,18 / 100,00 |         |                |    |                |                |
| 2013 | PPD/PSD | PPD/PSD | 59,25 | 5     | CDS-PP  | CDS-PP  | 1,56         | -            | 34,17          | 2       | 63,51 / 100,00 |    |                |                |
| 2017 | PPD/PSD | PPD/PSD | 48,64 | 4     | CDS-PP  | CDS-PP  | 0,76         | -            | 47,63          | 3       | 68,30 / 100,00 |    |                |                |
| 2021 | PPD/PSD | PPD/PSD | 50,67 | 3     | CDS-PP  | CDS-PP  | 0,52         | -            | 44,62          | 2       | 1,53           | -  | 68,20 / 100,00 |                |

### Eleições legislativas
| Data | %     | %     | %     | %    | %     | %     | %        | %     | %    | %     | %    | %       | %   | % | %  | %  |
| Data | CDS   | PSD   | PS    | PCP  | UDP   | AD    | APU/ CDU | FRS   | PRD  | PSN   | BE   | PSD CDS | PAN | L | CH | IL |
| ---- | ----- | ----- | ----- | ---- | ----- | ----- | -------- | ----- | ---- | ----- | ---- | ------- | --- | - | -- | -- |
| 1976 | 33,88 | 28,72 | 19,96 | 2,72 | 1,04  |       |          |       |      |       |      |         |     |   |    |    |
| 1979 | AD    | AD    | 22,86 | APU  | 1,88  | 58,81 | 5,64     |       |      |       |      |         |     |   |    |    |
| 1980 | AD    | AD    | FRS   | APU  | 0,91  | 67,33 | 4,76     | 17,50 |      |       |      |         |     |   |    |    |
| 1983 | 31,74 | 27,33 | 27,68 | APU  | 0,55  |       | 4,59     |       |      |       |      |         |     |   |    |    |
| 1985 | 26,19 | 31,38 | 22,31 | APU  | 0,86  | 4,53  | 6,33     |       |      |       |      |         |     |   |    |    |
| 1987 | 8,24  | 65,18 | 14,99 | CDU  | 0,73  | 2,34  | 1,00     |       |      |       |      |         |     |   |    |    |
| 1991 | 7,02  | 60,85 | 23,89 | CDU  |       | 1,69  | 0,66     | 1,59  |      |       |      |         |     |   |    |    |
| 1995 | 6,42  | 43,68 | 44,98 | CDU  | 0,37  | 1,34  |          |       |      |       |      |         |     |   |    |    |
| 1999 | 5,65  | 39,93 | 49,11 | CDU  |       | 1,82  | 0,41     | 0,67  |      |       |      |         |     |   |    |    |
| 2002 | 7,83  | 49,78 | 36,89 | CDU  | 1,58  |       | 0,88     |       |      |       |      |         |     |   |    |    |
| 2005 | 7,55  | 37,99 | 46,42 | CDU  | 1,20  | 2,34  |          |       |      |       |      |         |     |   |    |    |
| 2009 | 13,06 | 32,77 | 41,81 | CDU  | 1,89  | 4,70  |          |       |      |       |      |         |     |   |    |    |
| 2011 | 10,09 | 50,18 | 30,50 | CDU  | 1,80  | 1,43  |          |       |      |       |      |         |     |   |    |    |
| 2015 | PSD   | CDS   | 37,26 | CDU  | 2,27  | 3,63  | 49,42    | 0,64  | 0,28 |       |      |         |     |   |    |    |
| 2019 | 3,67  | 39,90 | 43,29 | CDU  | 1,49  | 3,70  |          | 0,90  | 0,24 | 0,59  | 0,09 |         |     |   |    |    |
| 2022 | 1,51  | 40,21 | 44,92 | CDU  | 1,02  | 1,48  | 0,42     | 0,12  | 6,86 | 0,74  |      |         |     |   |    |    |
| 2024 | AD    | AD    | 35,94 | CDU  | 37,89 | 0,62  | 1,45     | 0,48  | 0,64 | 15,11 | 1,32 |         |     |   |    |    |

## Património
- Pelourinho de Ervedosa
- Pelourinho de Paçó
- Pelourinho de Vilar Seco ou Pelourinho de Vilar Seco da Lomba
- Castelo de Vinhais
- Pelourinho de Vinhais

## Ensino

### Ensino Pré-Escolar
- Jardim de Infância de Agrochão
- Jardim de Infância de Ervedosa
- Jardim de Infância de Rebordelo
- Jardim de Infância de Vinhais

### Ensino Primário
- Escola Primária de Ervedosa
- Escola Primária de Penhas Juntas
- Escola Primária de Rebordelo
- Escola Primária de Vilar de Lomba
- Escola Primária de Vinhais

### Ensino de 2º, 3º Ciclo e Secundário
- Escola Básica e Secundária D.Afonso III, Vinhais

## Segurança

### GNR
- Posto Territorial de Rebordelo
- Posto Territorial de Vinhais

### Bombeiros
- Quartel de Bombeiros de Vinhais

## Equipamentos públicos
- Parque Biológico de Vinhais